# Helmar Hommel
Helmar Hommel (* 1947) ist ein deutscher Sportwissenschaftler.

## Leben
Als 16-Jähriger begann Helmar Hommel mit der Leichtathletik, er lief Mittelstrecken und wechselte dann zum Mehrkampf. Wegen eines schweren Muskelrisses musste er seine aktive Sportlaufbahn beenden. Anschließend absolvierte er ein Studium an der Deutschen Sporthochschule Köln. Zum 1. Januar 1973 wurde er als Nachfolger von Toni Nett Bundestrainer für das Lehrwesen und damit verantwortlich für die Konzeption und Durchführung der Trainer-Aus- und Fortbildung sowie Leiter der Dokumentationsstelle.
Zu Hommels Aufgaben gehörte die Betreuung der Redaktion der Reihe Die Lehre der Leichtathletik mit Unterrichtsmaterialien. Zudem war er zuständig für die Aufnahmen von Technikstudien von Athleten bei internationalen Wettkämpfen. 1985 gehörte er zu den Begründern der New Studies in Athletics, einer internationalen Zeitschrift des Leichtathletik-Weltverbandes IAAF.
Von 1999 bis 2006 leitete er die DLV-Trainerschule in Mainz und bildete Trainernachwuchs an der Akademie des Deutschen Olympischen Sportbundes (DOSB) in Köln aus.
2011 ging Hommel nach über 38 Jahren Tätigkeit beim DLV in Ruhestand.

### Evangelisti und Bayer
Bei den Weltmeisterschaften 1987 in Rom kam es zu einem Skandal, weil der Weitsprung des italienischen Athleten Giovanni Evangelisti mit 8,38 Metern gemessen wurde, womit er die Bronzemedaille errungen hätte. Der italienische Trainer Sandro Donati bezweifelte die Richtigkeit der Messung und mit Hilfe der Aufzeichnungen der von Hommel koordinierten IAAF-Biomechanikgruppe gelang es, nachzuweisen, dass Evangelisti maximal 7,80 Meter weit gesprungen war.
Als der Deutsche Sebastian Bayer bei den Halleneuropameisterschaften am 8. März 2009 in Turin 8,71 Meter weit sprang, kamen Zweifel an der Richtigkeit der Messung auf, weil er damit seine persönliche Bestleistung um 54 Zentimeter verbessert hatte. Auch hier konnte Hommel mit seiner Analyse für Aufklärung sorgen. Es sei anhand seiner Computer-Auswertung von Bayers Sprung „nachvollziehbar, dass die Weite in etwa stimmt“, wird Hommel zitiert.

## Publikationen (Auswahl)

### Als Autor
- Medien in Training und Wettkampf. Hofmann, Schorndorf 1991, ISBN 3-7780-8161-6.
- Das Vorschulschwimmen in der DLRG. DLRG-Präsidium, Essen 1977, DNB 800924738.

### Als Herausgeber
- Mit Wolfgang Killing (Hrsg.): Bundestrainerforum „DLV-Kraftkonferenz“ 15.–16.11.2008 in Potsdam. Sportverlag Strauß, Köln 2009, ISBN 978-3-86884-495-5.
- Mit Wolfgang Killing (Hrsg.): Bundestrainerforum „DLV-Kältekonferenz“ 06.–07.12.2008 in Mainz. Sportverlag Strauß, Köln 2009, ISBN 978-3-86884-496-2.
- Deutscher Leichtathletik-Verband (Hrsg.): Kinder in der Leichtathletik. Bericht vom Kongreß des Deutschen Leichtathletik-Verbandes; Mainz, 6. bis 8. Dezember 1996. Justus-von-Liebig-Verlag, Darmstadt 1997, ISBN 3-87390-126-9.